# Paullinia xestophylla
Paullinia xestophylla är en kinesträdsväxtart som beskrevs av L. Radlk.. Paullinia xestophylla ingår i släktet Paullinia och familjen kinesträdsväxter. Inga underarter finns listade i Catalogue of Life.